# Elecciones provinciales de Santa Fe de 1961
Las elecciones generales de la provincia de Santa Fe de 1961 tuvieron lugar el domingo 17 de diciembre del mencionado año con el objetivo de renovar los cargos de Gobernador y Vicegobernador, así como 21 de los 42 diputados y 6 de los 19 senadores provinciales, conformando los poderes ejecutivo y legislativo de la provincia para el período 1962-1966. Asimismo, serían electos 60 escaños de una Convención Constituyente provincial, a cargo de redactar una nueva carta magna para la provincia. Los comicios se realizaron durante el gobierno de Arturo Frondizi, en el marco de la proscripción del Partido Justicialista (PJ), impedido para participar en elecciones entre 1955 y 1973, y fueron adelantados tres meses, ya que deberían haber tenido lugar en febrero de 1962. Sin embargo, el gobierno de Frondizi permitió que partidos de extracción peronista compitieran con nombre diferente.
En estos comicios Luis Cándido Carballo, de la oficialista Unión Cívica Radical Intransigente (UCRI), del presidente Frondizi y del gobernador saliente Carlos Sylvestre Begnis, obtuvo una estrecha victoria con el 30.63% contra el 24.80% de Jorge Tarrico, del neoperonista Partido Laborista. En tercer lugar quedó la Unión Cívica Radical del Pueblo (UCRP), con el 14.14% de los votos. En cuarto lugar Horacio Thedy, del Partido Demócrata Progresista, con el 13.96%. El exvicepresidente de Frondizi, que había renunciado dos años atrás, Alejandro Gómez, se había presentado por el Partido del Trabajo y el Progreso, recibiendo el 4.91%, y Alejandro Greca, del también neoperonista Partido Tres Banderas, quedó sexto con el 4.68%. Los demás partidos no superaron el 4%. La participación fue del 86.68% del electorado registrado.

El 31 de enero de 1962 el Colegio Electoral Provincial eligió a Luis Cándido Carballo y José Mateo Cisera, en una sesión en la que el Partido Laborista se ausentó. Éstos iban a ser juramentados el 1 de mayo de 1962, sin embargo, la victoria de los partidos neoperonistas en otras provincias tanto a nivel gubernativo como a nivel legislativo meses más tarde, en las elecciones de marzo de 1962, llevaron a que se produjera un golpe de Estado que anuló todas las elecciones, impidiendo la juramentación de Carballo.
La elección de la Convención Constituyente fue la única que no fue anulada, la Convención se reunió en 1962 y redactó una nueva Constitución que sigue vigente hasta la actualidad.

## Cargos a elegir
| Departamento     | A elegir  | A elegir  | A elegir  |
| Departamento     | Electores | Diputados | Senadores |
| ---------------- | --------- | --------- | --------- |
| Belgrano         | 2         | —         | 1         |
| Caseros          | 3         | 1         | —         |
| Castellanos      | 3         | —         | —         |
| Constitución     | 3         | 1         | —         |
| Garay            | 2         | 1         | —         |
| General López    | 4         | 2         | —         |
| General Obligado | 3         | 1         | —         |
| Iriondo          | 2         | 1         | 1         |
| La Capital       | 6         | 4         | 1         |
| Las Colonias     | 3         | —         | 1         |
| Nueve de Julio   | 2         | 1         | —         |
| Rosario          | 13        | 6         | —         |
| San Cristóbal    | 2         | 1         | —         |
| San Javier       | 2         | —         | —         |
| San Jerónimo     | 2         | —         | 1         |
| San Justo        | 2         | —         | —         |
| San Lorenzo      | 2         | 1         | —         |
| San Martín       | 2         | —         | —         |
| Vera             | 2         | 1         | 1         |
| Total            | 60        | 21        | 6         |

## Tabla de resultados
| Belgrano         | —  | 2  | — | — |    |   |   |   | — | 1 | — | — |
| Caseros          | —  | —  | — | 3 | —  | — | — | 1 |   |   |   |   |
| Castellanos      | 3  | —  | — | — |    |   |   |   |   |   |   |   |
| Constitución     | 3  | —  | — | — | 1  | — | — | — |   |   |   |   |
| Garay            | 2  | —  | — | — | 1  | — | — | — |   |   |   |   |
| General López    | 4  | —  | — | — | 2  | — | — | — |   |   |   |   |
| General Obligado | 3  | —  | — | — | 1  | — | — | — |   |   |   |   |
| Iriondo          | —  | 2  | — | — | —  | 1 | — | — | — | 1 | — | — |
| La Capital       | 6  | —  | — | — | 3  | 1 | — | — | 1 | — | — | — |
| Las Colonias     | 3  | —  | — | — |    |   |   |   | 1 | — | — | — |
| Nueve de Julio   | —  | —  | 2 | — | —  | — | 1 | — |   |   |   |   |
| Rosario          | —  | 13 | — | — | 2  | 4 | — | — |   |   |   |   |
| San Cristóbal    | 2  | —  | — | — | 1  | — | — | — |   |   |   |   |
| San Javier       | 2  | —  | — | — |    |   |   |   |   |   |   |   |
| San Jerónimo     | 2  | —  | — | — |    |   |   |   | 1 | — | — | — |
| San Justo        | 2  | —  | — | — |    |   |   |   |   |   |   |   |
| San Lorenzo      | —  | 2  | — | — | —  | 1 | — | — |   |   |   |   |
| San Martín       | 2  | —  | — | — |    |   |   |   |   |   |   |   |
| Vera             | —  | —  | — | 2 | —  | — | — | 1 | — | — | — | 1 |
| Total            | 34 | 19 | 2 | 5 | 11 | 7 | 1 | 2 | 3 | 2 | 0 | 1 |

## Resultados

### Gobernador y vicegobernador
|  | 30.63 % |

|  | 24.80 % |

|  | 14.14 % |

|  | 13.96 % |

|  | 4.91 % |

|  | 4.68 % |

|  | 3.16 % |

|  | 0.89 % |

|  | 0.62 % |

|  | 0.55 % |

|  | 0.52 % |

|  | 0.41 % |

|  | 0.40 % |

|  | 0.33 % |

|  | 96.91 % |

|  | 3.09 % |

|  | 100.00 % |

|  | 86.68 % |

### Convención Constituyente
|  | 30.36 % |

|  | 24.74 % |

|  | 14.11 % |

|  | 13.81 % |

|  | 4.94 % |

|  | 4.65 % |

|  | 3.20 % |

|  | 0.94 % |

|  | 0.64 % |

|  | 0.58 % |

|  | 0.54 % |

|  | 0.52 % |

|  | 0.47 % |

|  | 0.28 % |

|  | 0.22 % |

|  | 96.45 % |

|  | 3.39 % |

|  | 0.15 % |

|  | 100.00 % |

|  | 87.42 % |

## Resultados por departamentos
| Departamento Belgrano 2 Electores y 1 Senador                | Departamento Belgrano 2 Electores y 1 Senador        | Departamento Belgrano 2 Electores y 1 Senador | Departamento Belgrano 2 Electores y 1 Senador | Departamento Belgrano 2 Electores y 1 Senador | Departamento Belgrano 2 Electores y 1 Senador                                                           | Departamento Belgrano 2 Electores y 1 Senador    |
| Partido                                                      | Partido                                              | Votos a electores                             | %                                             | Candidatos | Candidatos                                                                                              | Candidatos                                       |
| Partido                                                      | Partido                                              | Votos a electores                             | %                                             | Electores | Diputados                                                                                               | Senadores                                        |
| ------------------------------------------------------------ | ---------------------------------------------------- | --------------------------------------------- | --------------------------------------------- | --- | --- | ------------------------------------------------ |
|                                                              | Partido Laborista                                    | 5.499                                         | 35,19                                         | - Sebastián Dante Baldoni - Julio Alberto Piñero | No elige                                                                                                | - Edgar Antonio Zapata                           |
|                                                              | Partido Demócrata Progresista                        | 4.008                                         | 25,65                                         | Sin datos | No elige                                                                                                | - Francisco Marcos Pugliese                      |
|                                                              | Unión Cívica Radical Intransigente                   | 3.539                                         | 22,65                                         | Sin datos | No elige                                                                                                | - Juan José Coffia                               |
|                                                              | Unión Cívica Radical del Pueblo                      | 1.663                                         | 10,64                                         | Sin datos | No elige                                                                                                | - Emilio Bonalumi                                |
|                                                              | Partido del Trabajo y el Progreso                    | 470                                           | 3,01                                          | Sin datos | No elige                                                                                                | - Federico Bienvenido Gómez                      |
|                                                              | Unión Cívica y Movimiento Radical Nacional y Popular | 157                                           | 1,00                                          | Sin datos | No elige                                                                                                | - Norberto Charo                                 |
|                                                              | Partido Socialista Argentino                         | 107                                           | 0,68                                          | Sin datos | No elige                                                                                                | - Nilda María Finotti                            |
|                                                              | Partido Demócrata Cristiano                          | 85                                            | 0,54                                          | Sin datos | No elige                                                                                                | - Lauremtzi Rubén Retes                          |
|                                                              | Unión Cívica Radical de Santa Fe                     | 60                                            | 0,38                                          | Sin datos | No elige                                                                                                | - Pierino Mateo Valdano                          |
|                                                              | Partido Obrero                                       | 36                                            | 0,23                                          | Sin datos | No elige                                                                                                | - Eugenio Luis Becherucci                        |
|                                                              | Partido Demócrata                                    | 4                                             | 0,03                                          | Sin datos | No elige                                                                                                | - José Vairetti                                  |
|                                                              | Partido Tres Banderas                                | —                                             | —                                             | Sin candidatos | No elige                                                                                                | - Juan Antonio Hernández                         |
| Votos positivos                                              | Votos positivos                                      | 15.628                                        | 97,28                                         | | |                                                  |
| Votos en blanco                                              | Votos en blanco                                      | 437                                           | 2,72                                          | | |                                                  |
| Participación                                                | Participación                                        | 16.065                                        | 89,86                                         | | |                                                  |
| Electores registrados                                        | Electores registrados                                | 17.877                                        | 100                                           | | |                                                  |
| Departamento Caseros 3 Electores y 1 Diputado                |                                                      |                                               |                                               | | |                                                  |
| Partido                                                      | Partido                                              | Votos a electores                             | %                                             | Candidatos | Candidatos                                                                                              | Candidatos                                       |
| Partido                                                      | Partido                                              | Votos a electores                             | %                                             | Electores | Diputados                                                                                               | Senadores                                        |
|                                                              | Partido Demócrata Progresista                        | 9.091                                         | 27,17                                         | - Roberto Bazet - Arnaldo Savino Gerto - Delfino Ernesto del Federico | - Jorge Luis Priotti                                                                                    | No elige                                         |
|                                                              | Unión Cívica Radical Intransigente                   | 8.580                                         | 25,64                                         | Sin datos | - Sebastián M. Lecuona                                                                                  | No elige                                         |
|                                                              | Partido Laborista                                    | 6.467                                         | 19,33                                         | Sin datos | - Manuel Córdoba                                                                                        | No elige                                         |
|                                                              | Partido Tres Banderas                                | 3.303                                         | 9,87                                          | Sin datos | - Ángel Antonio Brovelli                                                                                | No elige                                         |
|                                                              | Unión Cívica Radical del Pueblo                      | 3.176                                         | 9,49                                          | Sin datos | - Esteban D. Peronja                                                                                    | No elige                                         |
|                                                              | Partido Demócrata Cristiano                          | 935                                           | 2,79                                          | Sin datos | - Juan Carlos Tamborini                                                                                 | No elige                                         |
|                                                              | Partido del Trabajo y el Progreso                    | 925                                           | 2,76                                          | Sin datos | - Eldo Marini                                                                                           | No elige                                         |
|                                                              | Partido Socialista Argentino                         | 190                                           | 0,57                                          | Sin datos | - Rosario F. Rosano                                                                                     | No elige                                         |
|                                                              | Partido Demócrata                                    | 180                                           | 0,54                                          | Sin datos | - Julio Mario Defendi                                                                                   | No elige                                         |
|                                                              | Unión Cívica y Movimiento Radical Nacional y Popular | 162                                           | 0,48                                          | Sin datos | - Bartolo León Giuliani                                                                                 | No elige                                         |
|                                                              | Partido Socialista Democrático                       | 157                                           | 0,47                                          | Sin datos | - Rogelio Churriguera                                                                                   | No elige                                         |
|                                                              | Partido Obrero                                       | 117                                           | 0,35                                          | Sin datos | - Francisco Trinidad Roldán                                                                             | No elige                                         |
|                                                              | Partido Acción Progresista                           | 96                                            | 0,29                                          | Sin datos | - Rubén Vignoli                                                                                         | No elige                                         |
|                                                              | Unión Cívica Radical de Santa Fe                     | 83                                            | 0,25                                          | Sin datos | - Eduardo Díaz                                                                                          | No elige                                         |
|                                                              | Partido Socialista (Frente de los Trabajadores)      | —                                             | —                                             | Sin candidatos | - Agustín S. Rivero                                                                                     | No elige                                         |
| Votos positivos                                              | Votos positivos                                      | 33.462                                        | 97,42                                         | | |                                                  |
| Votos en blanco                                              | Votos en blanco                                      | 886                                           | 2,58                                          | | |                                                  |
| Participación                                                | Participación                                        | 34.348                                        | 89,56                                         | | |                                                  |
| Electores registrados                                        | Electores registrados                                | 38.353                                        | 100                                           | | |                                                  |
| Departamento Castellanos 3 Electores                         |                                                      |                                               |                                               | | |                                                  |
| Partido                                                      | Partido                                              | Votos a electores                             | %                                             | Candidatos | Candidatos                                                                                              | Candidatos                                       |
| Partido                                                      | Partido                                              | Votos a electores                             | %                                             | Electores | Diputados                                                                                               | Senadores                                        |
|                                                              | Unión Cívica Radical Intransigente                   | 17.590                                        | 34,12                                         | - Ernesto L. Chiappero - Jacobo Karganoff - R. Rodolfo Prigioni | No elige                                                                                                | No elige                                         |
|                                                              | Unión Cívica Radical del Pueblo                      | 12.329                                        | 23,92                                         | Sin datos | No elige                                                                                                | No elige                                         |
|                                                              | Partido Laborista                                    | 11.876                                        | 23,04                                         | Sin datos | No elige                                                                                                | No elige                                         |
|                                                              | Partido Demócrata Progresista                        | 6.873                                         | 13,33                                         | Sin datos | No elige                                                                                                | No elige                                         |
|                                                              | Partido Demócrata Cristiano                          | 1.564                                         | 3,03                                          | Sin datos | No elige                                                                                                | No elige                                         |
|                                                              | Partido del Trabajo y el Progreso                    | 591                                           | 1,15                                          | Sin datos | No elige                                                                                                | No elige                                         |
|                                                              | Unión Cívica Radical de Santa Fe                     | 349                                           | 0,68                                          | Sin datos | No elige                                                                                                | No elige                                         |
|                                                              | Partido Socialista Argentino                         | 252                                           | 0,49                                          | Sin datos | No elige                                                                                                | No elige                                         |
|                                                              | Unión Cívica y Movimiento Radical Nacional y Popular | 110                                           | 0,21                                          | Sin datos | No elige                                                                                                | No elige                                         |
|                                                              | Partido Tres Banderas                                | 13                                            | 0,03                                          | Sin datos | No elige                                                                                                | No elige                                         |
| Votos positivos                                              | Votos positivos                                      | 51.547                                        | 97,46                                         | | |                                                  |
| Votos en blanco                                              | Votos en blanco                                      | 1.343                                         | 2,54                                          | | |                                                  |
| Participación                                                | Participación                                        | 52.890                                        | 87,60                                         | | |                                                  |
| Electores registrados                                        | Electores registrados                                | 60.378                                        | 100                                           | | |                                                  |
| Departamento Constitución 3 Electores y 1 Diputado           |                                                      |                                               |                                               | | |                                                  |
| Partido                                                      | Partido                                              | Votos a electores                             | %                                             | Candidatos | Candidatos                                                                                              | Candidatos                                       |
| Partido                                                      | Partido                                              | Votos a electores                             | %                                             | Electores | Diputados                                                                                               | Senadores                                        |
|                                                              | Unión Cívica Radical Intransigente                   | 9.446                                         | 31,19                                         | - José Etchenique - Reynaldo H. Mattioli - Roberto Ardison | - Eduardo José Jure                                                                                     | No elige                                         |
|                                                              | Partido Laborista                                    | 7.927                                         | 26,18                                         | Sin datos | - Federico de la Fuente                                                                                 | No elige                                         |
|                                                              | Partido Demócrata Progresista                        | 5.610                                         | 18,53                                         | Sin datos | - Ángel M. Pedro Gallo                                                                                  | No elige                                         |
|                                                              | Unión Cívica Radical del Pueblo                      | 4.961                                         | 16,38                                         | Sin datos | - Odilio Raúl Proto                                                                                     | No elige                                         |
|                                                              | Partido del Trabajo y el Progreso                    | 942                                           | 3,11                                          | Sin datos | - Pedro José Saebis/Sacbis/Sachis                                                                       | No elige                                         |
|                                                              | Partido Demócrata Cristiano                          | 486                                           | 1,60                                          | Sin datos | - José Miguel A. Bodrero                                                                                | No elige                                         |
|                                                              | Partido Acción Progresista                           | 207                                           | 0,68                                          | Sin datos | - Pedro Julio Román Alello                                                                              | No elige                                         |
|                                                              | Unión Cívica Radical de Santa Fe                     | 179                                           | 0,56                                          | Sin datos | - Juan Carlos R. Daguerre                                                                               | No elige                                         |
|                                                              | Partido Socialista Argentino                         | 175                                           | 0,58                                          | Sin datos | - Guillermo Carreras                                                                                    | No elige                                         |
|                                                              | Partido Obrero                                       | 126                                           | 0,42                                          | Sin datos | - Nita Genoveva Le Presti                                                                               | No elige                                         |
|                                                              | Partido Demócrata                                    | 112                                           | 0,37                                          | Sin datos | - Domingo Luis Sánchez                                                                                  | No elige                                         |
|                                                              | Unión Cívica y Movimiento Radical Nacional y Popular | 79                                            | 0,26                                          | Sin datos | - Jerónimo Bedinelli                                                                                    | No elige                                         |
|                                                              | Partido Tres Banderas                                | 31                                            | 0,10                                          | Sin datos | - Oscar Daniel Ojeda                                                                                    | No elige                                         |
| Votos positivos                                              | Votos positivos                                      | 30.281                                        | 97,56                                         | | |                                                  |
| Votos en blanco                                              | Votos en blanco                                      | 756                                           | 2,44                                          | | |                                                  |
| Participación                                                | Participación                                        | 31.037                                        | 87,53                                         | | |                                                  |
| Electores registrados                                        | Electores registrados                                | 35.458                                        | 100                                           | | |                                                  |
| Departamento Garay 2 Electores y 1 Diputado                  |                                                      |                                               |                                               | | |                                                  |
| Partido                                                      | Partido                                              | Votos a electores                             | %                                             | Candidatos | Candidatos                                                                                              | Candidatos                                       |
| Partido                                                      | Partido                                              | Votos a electores                             | %                                             | Electores | Diputados                                                                                               | Senadores                                        |
|                                                              | Unión Cívica Radical Intransigente                   | 2.892                                         | 47,78                                         | - Primo Meneghotti - Ignacio Díaz | - Pedro Soratti                                                                                         | No elige                                         |
|                                                              | Partido Tres Banderas                                | 1.915                                         | 31,64                                         | Sin datos | - Raúl Nolberto González                                                                                | No elige                                         |
|                                                              | Unión Cívica Radical del Pueblo                      | 1.019                                         | 16,83                                         | Sin datos | - Lorenzo E. Rossi                                                                                      | No elige                                         |
|                                                              | Partido Demócrata Progresista                        | 148                                           | 2,45                                          | Sin datos | - José Paulo Baleri                                                                                     | No elige                                         |
|                                                              | Partido Demócrata Cristiano                          | 31                                            | 0,51                                          | Sin datos | - Alfredo A. G. Nogueras                                                                                | No elige                                         |
|                                                              | Partido del Trabajo y el Progreso                    | 13                                            | 0,21                                          | Sin datos | - Enrique Jorge Cerf                                                                                    | No elige                                         |
|                                                              | Unión Cívica y Movimiento Radical Nacional y Popular | 13                                            | 0,21                                          | Sin datos | Sin candidato                                                                                           | No elige                                         |
|                                                              | Partido Laborista                                    | 12                                            | 0,20                                          | Sin datos | - Elías Juan Gaspor                                                                                     | No elige                                         |
|                                                              | Partido Obrero                                       | 8                                             | 0,13                                          | Sin datos | - Juan Luis Badaloni                                                                                    | No elige                                         |
|                                                              | Partido Socialista Argentino                         | 2                                             | 0,03                                          | Sin datos | - Luis Oscar González                                                                                   | No elige                                         |
| Votos positivos                                              | Votos positivos                                      | 6.053                                         | 89,37                                         | | |                                                  |
| Votos en blanco                                              | Votos en blanco                                      | 720                                           | 10,63                                         | | |                                                  |
| Participación                                                | Participación                                        | 6.773                                         | 93,95                                         | | |                                                  |
| Electores registrados                                        | Electores registrados                                | 7.209                                         | 100                                           | | |                                                  |
| Departamento General López 4 Electores y 2 Diputados         |                                                      |                                               |                                               | | |                                                  |
| Partido                                                      | Partido                                              | Votos a electores                             | %                                             | Candidatos | Candidatos                                                                                              | Candidatos                                       |
| Partido                                                      | Partido                                              | Votos a electores                             | %                                             | Electores | Diputados                                                                                               | Senadores                                        |
|                                                              | Unión Cívica Radical Intransigente                   | 17.750                                        | 27,27                                         | - Juan J. Dubois - Daniel M. Sevilla - Bonifacio Augusto - Rosa M. de Weber | - Marcelo H. Herrero - Juan B. Vissio                                                                   | No elige                                         |
|                                                              | Partido Laborista                                    | 17.035                                        | 26,17                                         | Sin datos | Sin candidatos                                                                                          | No elige                                         |
|                                                              | Partido Demócrata Progresista                        | 12.790                                        | 19,65                                         | Sin datos | - Pablo Real Solari - Raúl A. Marchetti                                                                 | No elige                                         |
|                                                              | Unión Cívica Radical del Pueblo                      | 8.628                                         | 13,26                                         | Sin datos | - Sebastián Bonet - Carlos A. Farias                                                                    | No elige                                         |
|                                                              | Partido del Trabajo y el Progreso                    | 2.706                                         | 4,16                                          | Sin datos | - Ernesto Carlos Bullrich - Carlos Díaz                                                                 | No elige                                         |
|                                                              | Partido Demócrata                                    | 2.383                                         | 3,66                                          | Sin datos | - Regino López - Carlos Julio Gianoni                                                                   | No elige                                         |
|                                                              | Partido Tres Banderas                                | 1.853                                         | 2,85                                          | Sin datos | - Juan Américo Sava - Enrique Iglesias                                                                  | No elige                                         |
|                                                              | Partido Demócrata Cristiano                          | 1.056                                         | 1,62                                          | Sin datos | - José Menghini - Eduardo José Dumas                                                                    | No elige                                         |
|                                                              | Partido Socialista Democrático                       | 283                                           | 0,43                                          | Sin datos | - Eduardo E. J. Chort - Néstor Manrique                                                                 | No elige                                         |
|                                                              | Partido Socialista Argentino                         | 238                                           | 0,37                                          | Sin datos | - Horacio E. Echevarría - José María Sosa Cevian/Covian                                                 | No elige                                         |
|                                                              | Partido Obrero                                       | 229                                           | 0,35                                          | Sin datos | - Carmen Ferrari - Blanca Elisa Alzugaray                                                               | No elige                                         |
|                                                              | Unión Cívica y Movimiento Radical Nacional y Popular | 127                                           | 0,20                                          | Sin datos | - Miguel Felipe Ponce - Matías López                                                                    | No elige                                         |
|                                                              | Unión Cívica Radical de Santa Fe                     | 10                                            | 0,02                                          | Sin datos | - Antonio Bernardo López - Juan I. Montani                                                              | No elige                                         |
|                                                              | Partido Socialista (Frente de los Trabajadores)      | —                                             | —                                             | Sin candidatos | - Alberto José Facciotti - Carlos Manuel Cles                                                           | No elige                                         |
| Votos positivos                                              | Votos positivos                                      | 65.088                                        | 99,83                                         | | |                                                  |
| Votos en blanco                                              | Votos en blanco                                      | 110                                           | 0,17                                          | | |                                                  |
| Participación                                                | Participación                                        | 65.198                                        | 84,99                                         | | |                                                  |
| Electores registrados                                        | Electores registrados                                | 76.713                                        | 100                                           | | |                                                  |
| Departamento General Obligado 3 Electores y 1 Diputado       |                                                      |                                               |                                               | | |                                                  |
| Partido                                                      | Partido                                              | Votos a electores                             | %                                             | Candidatos | Candidatos                                                                                              | Candidatos                                       |
| Partido                                                      | Partido                                              | Votos a electores                             | %                                             | Electores | Diputados                                                                                               | Senadores                                        |
|                                                              | Unión Cívica Radical Intransigente                   | 15.672                                        | 40,74                                         | - Manuel Gil - Aníbal Pintado - Hugo N. Mulassano | - Juan Facundo Gil                                                                                      | No elige                                         |
|                                                              | Partido Tres Banderas                                | 10.026                                        | 26,06                                         | Sin datos | - Miguel Ángel Castillo                                                                                 | No elige                                         |
|                                                              | Unión Cívica Radical del Pueblo                      | 6.090                                         | 15,83                                         | Sin datos | - Roberto Mejias                                                                                        | No elige                                         |
|                                                              | Partido Demócrata Cristiano                          | 3.064                                         | 7,97                                          | Sin datos | - Reinaldo Luis Lanteri                                                                                 | No elige                                         |
|                                                              | Partido Demócrata Progresista                        | 2.543                                         | 6,61                                          | Sin datos | - Antonio Capo                                                                                          | No elige                                         |
|                                                              | Partido Socialista Democrático                       | 424                                           | 1,10                                          | Sin datos | - Rodolfo Gómez                                                                                         | No elige                                         |
|                                                              | Partido del Trabajo y el Progreso                    | 375                                           | 0,97                                          | Sin datos | - Noemí Fernández                                                                                       | No elige                                         |
|                                                              | Unión Cívica y Movimiento Radical Nacional y Popular | 107                                           | 0,28                                          | Sin datos | - Alberto Luis Chiapesoni                                                                               | No elige                                         |
|                                                              | Partido Socialista Argentino                         | 91                                            | 0,24                                          | Sin datos | - Héctor P. di Rita                                                                                     | No elige                                         |
|                                                              | Partido Obrero                                       | 73                                            | 0,19                                          | Sin datos | - Carlos Alberto Lesce                                                                                  | No elige                                         |
|                                                              | Partido Laborista                                    | 1                                             | 0,00                                          | Sin datos | - Ceferino Isaías Yzs/Yza                                                                               | No elige                                         |
|                                                              | Partido Socialista (Frente de los Trabajadores)      | —                                             | —                                             | Sin candidatos | - Horacio Capózzolo                                                                                     | No elige                                         |
| Votos positivos                                              | Votos positivos                                      | 38.466                                        | 99,00                                         | | |                                                  |
| Votos en blanco                                              | Votos en blanco                                      | 389                                           | 1,00                                          | | |                                                  |
| Participación                                                | Participación                                        | 38.855                                        | 76,28                                         | | |                                                  |
| Electores registrados                                        | Electores registrados                                | 50.935                                        | 100                                           | | |                                                  |
| Departamento Iriondo 2 Electores, 1 Diputado y 1 Senador     |                                                      |                                               |                                               | | |                                                  |
| Partido                                                      | Partido                                              | Votos a electores                             | %                                             | Candidatos | Candidatos                                                                                              | Candidatos                                       |
| Partido                                                      | Partido                                              | Votos a electores                             | %                                             | Electores | Diputados                                                                                               | Senadores                                        |
|                                                              | Partido Laborista                                    | 8.742                                         | 31,08                                         | - Dante J. del Blanco - Ángel Serra | - Juan Julián Macat                                                                                     | - Nicasio A. Peralta                             |
|                                                              | Partido Demócrata Progresista                        | 7.168                                         | 25,48                                         | Sin datos | - Salomón Mones y Daniel F. Martin                                                                      | - Salomón Mones y Daniel F. Martin               |
|                                                              | Unión Cívica Radical Intransigente                   | 6.888                                         | 24,49                                         | Sin datos | - Gerardo F. Caberudo y Bernardo Barbero                                                                | - Gerardo F. Caberudo y Bernardo Barbero         |
|                                                              | Unión Cívica Radical del Pueblo                      | 2.720                                         | 9,67                                          | Sin datos | - Enrique N. Padola y Carlos Montenegro Paz                                                             | - Enrique N. Padola y Carlos Montenegro Paz      |
|                                                              | Partido del Trabajo y el Progreso                    | 691                                           | 2,46                                          | Sin datos | - Ezio Sconochini y Armando Álvarez                                                                     | - Ezio Sconochini y Armando Álvarez              |
|                                                              | Partido Demócrata Cristiano                          | 606                                           | 2,15                                          | Sin datos | - Roberto Ehrman y Ladislao H. Drab                                                                     | - Roberto Ehrman y Ladislao H. Drab              |
|                                                              | Partido Demócrata                                    | 433                                           | 1,54                                          | Sin datos | - Hélico Rasetta y Luisa Catalina Clerici                                                               | - Hélico Rasetta y Luisa Catalina Clerici        |
|                                                              | Partido Acción Progresista                           | 318                                           | 1,13                                          | Sin datos | - Ricardo Stumpo y Ademar J. Regis                                                                      | - Ricardo Stumpo y Ademar J. Regis               |
|                                                              | Unión Cívica y Movimiento Radical Nacional y Popular | 198                                           | 0,70                                          | Sin datos | - Eduardo Riganti Politi y Esther A. Colasanti                                                          | - Eduardo Riganti Politi y Esther A. Colasanti   |
|                                                              | Partido Socialista Argentino                         | 145                                           | 0,52                                          | Sin datos | - Ricardo Orta y Eduardo Sartorio                                                                       | - Ricardo Orta y Eduardo Sartorio                |
|                                                              | Unión Cívica Radical de Santa Fe                     | 116                                           | 0,41                                          | Sin datos | - Mario C. Medina y Juan María Giampietro                                                               | - Mario C. Medina y Juan María Giampietro        |
|                                                              | Partido Obrero                                       | 102                                           | 0,36                                          | Sin datos | - Oscar Marini y José Nagnug                                                                            | - Oscar Marini y José Nagnug                     |
|                                                              | Partido Tres Banderas                                | 4                                             | 0,01                                          | Sin datos | Sin candidatos                                                                                          | Sin candidatos                                   |
| Votos positivos                                              | Votos positivos                                      | 28.131                                        | 97,19                                         | | |                                                  |
| Votos en blanco                                              | Votos en blanco                                      | 813                                           | 2,81                                          | | |                                                  |
| Participación                                                | Participación                                        | 28.944                                        | 87,81                                         | | |                                                  |
| Electores registrados                                        | Electores registrados                                | 32.961                                        | 100                                           | | |                                                  |
| Departamento La Capital 6 Electores, 4 Diputados y 1 Senador |                                                      |                                               |                                               | | |                                                  |
| Partido                                                      | Partido                                              | Votos a electores                             | %                                             | Candidatos | Candidatos                                                                                              | Candidatos                                       |
| Partido                                                      | Partido                                              | Votos a electores                             | %                                             | Electores | Diputados                                                                                               | Senadores                                        |
|                                                              | Unión Cívica Radical Intransigente                   | 40.622                                        | 30,40                                         | - Luis S. Cóggiola - Humberto Salomone - Fani D. de Schweizer - Lindolfo Tourn - Rodolfo A. Talin - Carlos E. Lecot | - Rienzo Bedetti - Decio Carlos Ulla - Danilo H. Kilibarda                                              | - Félix Eduardo Astudillo                        |
|                                                              | Partido Laborista                                    | 23.146                                        | 17,32                                         | - Sabino Fernández - Antonio Durán - Juan Cruz Encina - Néstor Hernández - Marcos Moral - Dionisio Mecone | - Emilio Mattioli - Blas Oscar Olmedo - Raúl Gómez                                                      | - Pedro Castro                                   |
|                                                              | Unión Cívica Radical del Pueblo                      | 20.689                                        | 15,48                                         | Sin datos | - Guillermo Caminos - Marcelo Engler - Juan Contini                                                     | - Luis A. Cáceres                                |
|                                                              | Partido Demócrata Progresista                        | 15.376                                        | 11,51                                         | Sin datos | - Juan J. Lauze - Segundo Trujillo - Tomás Haviola                                                      | - Javier Gómez Gallssier                         |
|                                                              | Partido Tres Banderas                                | 12.212                                        | 9,14                                          | Sin datos | - Justo González - Alfredo Pennissi - Eduardo Cuello                                                    | - Francisco Luque López                          |
|                                                              | Partido del Trabajo y el Progreso                    | 8.466                                         | 6,34                                          | Sin datos | - Eriberto Bussi - Miguel Menti - Alberto Contini                                                       | - Luis Gudiño Kramer                             |
|                                                              | Partido Demócrata Cristiano                          | 6.716                                         | 5,03                                          | Sin datos | - Hugo Benurzi Picasso - Enrique Smiles - Guillermo Hadad                                               | - Adolfo Capón Filas                             |
|                                                              | Partido Demócrata                                    | 1.622                                         | 1,21                                          | Sin datos | - Héctor Avrutto - Joaquín Gómez Cullen - Rafael Pérez                                                  | - Tomás Alonso                                   |
|                                                              | Unión Cívica Radical de Santa Fe                     | 1.178                                         | 0,88                                          | Sin datos | - Bruno Cousinet - M. Raúl Gareta - Gabriel Torres                                                      | - Francisco Petr...                              |
|                                                              | Partido Socialista Argentino                         | 848                                           | 0,63                                          | Sin datos | - Josefina López - Eduardo Cullen - Carlos Tur                                                          | - Carmen Aguirre                                 |
|                                                              | Partido Obrero                                       | 767                                           | 0,57                                          | Sin datos | - Ignacio Villanueva - Mabel G. González - Luis Martínez                                                | - Ignacio Villanueva                             |
|                                                              | Partido Acción Progresista                           | 756                                           | 0,57                                          | Sin datos | - Víctor Bergogna - Jorge A. Fabre - Jesús Montel                                                       | - Luis J. Morvan                                 |
|                                                              | Partido Socialista Democrático                       | 694                                           | 0,52                                          | Sin datos | - Luis David Bonaparte - José Villarejo Álvarez - Moisés Pilo                                           | - Gervasio Bernal                                |
|                                                              | Unión Cívica y Movimiento Radical Nacional y Popular | 523                                           | 0,39                                          | Sin datos | - Florencia S. de Guaraglia - Hugo Ferreyra - Agustín Gavilán                                           | - Freddy H. Zagni                                |
|                                                              | Partido Socialista (Frente de los Trabajadores)      | —                                             | —                                             | Sin candidatos | - Raúl Forzano - Enrique Rodolfo Mutis - José J. Cambursano                                             | - Silvio Rafael Juárez                           |
| Votos positivos                                              | Votos positivos                                      | 133.615                                       | 95,25                                         | | |                                                  |
| Votos en blanco                                              | Votos en blanco                                      | 6.658                                         | 4,75                                          | | |                                                  |
| Participación                                                | Participación                                        | 140.273                                       | 84,84                                         | | |                                                  |
| Electores registrados                                        | Electores registrados                                | 165.401                                       | 100                                           | | |                                                  |
| Departamento Las Colonias 3 Electores y 1 Senador            |                                                      |                                               |                                               | | |                                                  |
| Partido                                                      | Partido                                              | Votos a electores                             | %                                             | Candidatos | Candidatos                                                                                              | Candidatos                                       |
| Partido                                                      | Partido                                              | Votos a electores                             | %                                             | Electores | Diputados                                                                                               | Senadores                                        |
|                                                              | Unión Cívica Radical Intransigente                   | 12.690                                        | 33,50                                         | - Antonio S. Luzzi - Pedro Zunino - Ricardo A. Figlia | No elige                                                                                                | - René Jacinto Deforel                           |
|                                                              | Unión Cívica Radical del Pueblo                      | 9.019                                         | 23,81                                         | Sin datos | No elige                                                                                                | - Moisés Naón                                    |
|                                                              | Partido Demócrata Progresista                        | 7.063                                         | 18,64                                         | Sin datos | No elige                                                                                                | - Carlos Luis Althaus                            |
|                                                              | Partido Laborista                                    | 5.369                                         | 14,17                                         | Sin datos | No elige                                                                                                | - Juan Santiago Meiners                          |
|                                                              | Partido Demócrata Cristiano                          | 2.639                                         | 6,97                                          | Sin datos | No elige                                                                                                | - Eduardo Rosario Marcuzzi                       |
|                                                              | Partido del Trabajo y el Progreso                    | 506                                           | 1,34                                          | Sin datos | No elige                                                                                                | - José Francisco Perreli                         |
|                                                              | Partido Demócrata                                    | 206                                           | 0,54                                          | Sin datos | No elige                                                                                                | - Ernesto José Defagot                           |
|                                                              | Partido Obrero                                       | 153                                           | 0,40                                          | Sin datos | No elige                                                                                                | - Rubén Américo Bonifacio                        |
|                                                              | Partido Socialista Argentino                         | 105                                           | 0,28                                          | Sin datos | No elige                                                                                                | - Walter P. Actis                                |
|                                                              | Unión Cívica y Movimiento Radical Nacional y Popular | 88                                            | 0,23                                          | Sin datos | No elige                                                                                                | - Antonio Brasca                                 |
|                                                              | Partido Tres Banderas                                | 44                                            | 0,12                                          | Sin datos | No elige                                                                                                | - José Raúl López                                |
| Votos positivos                                              | Votos positivos                                      | 37.882                                        | 97,20                                         | | |                                                  |
| Votos en blanco                                              | Votos en blanco                                      | 1.092                                         | 2,80                                          | | |                                                  |
| Participación                                                | Participación                                        | 38.974                                        | 89,59                                         | | |                                                  |
| Electores registrados                                        | Electores registrados                                | 43.502                                        | 100                                           | | |                                                  |
| Departamento Nueve de Julio 2 Electores y 1 Diputado         |                                                      |                                               |                                               | | |                                                  |
| Partido                                                      | Partido                                              | Votos a electores                             | %                                             | Candidatos | Candidatos                                                                                              | Candidatos                                       |
| Partido                                                      | Partido                                              | Votos a electores                             | %                                             | Electores | Diputados                                                                                               | Senadores                                        |
|                                                              | Unión Cívica Radical del Pueblo                      | 2.364                                         | 33,15                                         | - Juan C. Félix - Ángel L. Angeloni | - Eduaro B. Carreras                                                                                    | No elige                                         |
|                                                              | Unión Cívica Radical Intransigente                   | 2.164                                         | 30,35                                         | Sin datos | - Basil Oscar A. Mualem                                                                                 | No elige                                         |
|                                                              | Partido Tres Banderas                                | 2.082                                         | 29,20                                         | Sin datos | - Rubén Luis Galuppo                                                                                    | No elige                                         |
|                                                              | Partido Demócrata Progresista                        | 302                                           | 4,24                                          | Sin datos | - Néstor Ramón Rosso                                                                                    | No elige                                         |
|                                                              | Unión Cívica Radical de Santa Fe                     | 57                                            | 0,80                                          | Sin datos | - Félix D. Insaulde                                                                                     | No elige                                         |
|                                                              | Partido Demócrata Cristiano                          | 55                                            | 0,77                                          | Sin datos | - Leopoldo E. Pergolozi                                                                                 | No elige                                         |
|                                                              | Partido del Trabajo y el Progreso                    | 52                                            | 0,73                                          | Sin datos | - Carlos A. Carbo...ni                                                                                  | No elige                                         |
|                                                              | Unión Cívica y Movimiento Radical Nacional y Popular | 16                                            | 0,22                                          | Sin datos | - Felipe M. Rodríguez Araya                                                                             | No elige                                         |
|                                                              | Partido Laborista                                    | 15                                            | 0,21                                          | Sin datos | - Euclides E. Malano                                                                                    | No elige                                         |
|                                                              | Partido Socialista Argentino                         | 14                                            | 0,20                                          | Sin datos | - Aldo Francisco Oliva                                                                                  | No elige                                         |
|                                                              | Partido Obrero                                       | 10                                            | 0,14                                          | Sin datos | - Ruth Beatriz Buriani                                                                                  | No elige                                         |
| Votos positivos                                              | Votos positivos                                      | 7.131                                         | 100                                           | | |                                                  |
| Votos en blanco                                              | Votos en blanco                                      | 0                                             | 0,00                                          | | |                                                  |
| Participación                                                | Participación                                        | 7.131                                         | 69,23                                         | | |                                                  |
| Electores registrados                                        | Electores registrados                                | 10.300                                        | 100                                           | | |                                                  |
| Departamento Rosario 13 Electores y 6 Diputados              |                                                      |                                               |                                               | | |                                                  |
| Partido                                                      | Partido                                              | Votos a electores                             | %                                             | Candidatos | Candidatos                                                                                              | Candidatos                                       |
| Partido                                                      | Partido                                              | Votos a electores                             | %                                             | Electores | Diputados                                                                                               | Senadores                                        |
|                                                              | Partido Laborista                                    | 125.018                                       | 34,99                                         | - Germán R. Quiroga - Remigio Baigorria - Fausto M. Arana - Antonio Sánchez - José R. Álvarez - José García - Nilda G. Gómez de Bajo - Ricardo Luis Martínez - José R. Rivas - César Pérez - Lázaro J. M. Madrano - Juan Carlos Herreras - B. M. Liendo de Manodi | - Yamill Borbara de Nasif - Barzón Gabriel Chala - Lázaro Oscar Fernández - Alfonso Egidio Coletti      | No elige                                         |
|                                                              | Unión Cívica Radical Intransigente                   | 110.904                                       | 31,04                                         | Sin datos | - Mauricio Nudemberg - Bernardo Marcelo Heredia - Mariano Billicich - Alfredo Fiorito                   | No elige                                         |
|                                                              | Partido Demócrata Progresista                        | 33.107                                        | 9,27                                          | Sin datos | - Sergio Díaz de Brito - Atilio Giuntoli - Ángel Moral - Manuel F. Blando                               | No elige                                         |
|                                                              | Unión Cívica Radical del Pueblo                      | 32.644                                        | 9,14                                          | Sin datos | - Domingo L. Lucente - Rafael E. Guerrero - Osvaldo Elizondo - Vicente Betro                            | No elige                                         |
|                                                              | Partido del Trabajo y el Progreso                    | 28.049                                        | 7,85                                          | Sin datos | - Aníbal Pellegrini - Alberto Campazas - Carlos C. Granollers - Enzo Otto Falco                         | No elige                                         |
|                                                              | Partido Demócrata Cristiano                          | 8.555                                         | 2,39                                          | Sin datos | - José E. López Roldán - Umberto Basso Toxi - Rubén Delfor Yzurieta - Juan Carlos Lehmann               | No elige                                         |
|                                                              | Unión Cívica y Movimiento Radical Nacional y Popular | 3.373                                         | 0,94                                          | Sin datos | - José Domingo Juiz - Pedro Jorge Molinaris - Abdala Buchacra - Ernesto Zapala                          | No elige                                         |
|                                                              | Partido Demócrata                                    | 2.885                                         | 0,81                                          | Sin datos | - Eugenio Rivas - Enriqueta E. Anaya - Carlos Expedito Viana - Carlos José Valle                        | No elige                                         |
|                                                              | Unión Cívica Radical de Santa Fe                     | 2.798                                         | 0,78                                          | Sin datos | - Manuel Carrotero - Atilio Celería/Celoría - Mariano Barbazola - Aldo la Rosa                          | No elige                                         |
|                                                              | Partido Socialista Argentino                         | 2.238                                         | 0,63                                          | Sin datos | - Esther ...rrg... - Carlos E. Saizmann - Raúl H. Suárez - Osvaldo Juan Princip...                      | No elige                                         |
|                                                              | Partido Socialista Democrático                       | 2.107                                         | 0,59                                          | Sin datos | - René H. Balestra - S. Anselmo González - Norma H. Ghioldi - Venancio Laschiaza                        | No elige                                         |
|                                                              | Partido Tres Banderas                                | 2.068                                         | 0,58                                          | Sin datos | - Alberto Valentín Pituelli - Artemio Hugo Navarro - Alejandro Esteban Svetcoff - Gabriel Eugenio Morra | No elige                                         |
|                                                              | Partido Obrero                                       | 1.951                                         | 0,55                                          | Sin datos | - Eugenio Luis Becherucci - José Farrugia - Enzo Néstor Lesce - Doris Ruth Lesce                        | No elige                                         |
|                                                              | Partido Acción Progresista                           | 1.565                                         | 0,44                                          | Sin datos | - Carlos Alberto Pastura - Oscar A. Sánchez - José Héctor Ramírez - Luis Toresto                        | No elige                                         |
|                                                              | Partido Socialista (Frente de los Trabajadores)      | —                                             | —                                             | Sin candidatos | - Francisc D. P. García - Hermenegildo Gorosito - María Elena Gabetta - Emilio Aguirre Molina           | No elige                                         |
|                                                              | Acción Vecinal de Santa Fe                           | —                                             | —                                             | Sin candidatos | - Pedro Pascual Sierra - Juan Paradino - Enrique Baltazar Mendoza - Manuel Gioacosa                     | No elige                                         |
| Votos positivos                                              | Votos positivos                                      | 357.262                                       | 97,08                                         | | |                                                  |
| Votos en blanco                                              | Votos en blanco                                      | 10.763                                        | 2,92                                          | | |                                                  |
| Participación                                                | Participación                                        | 368.025                                       | 88,95                                         | | |                                                  |
| Electores registrados                                        | Electores registrados                                | 413.760                                       | 100                                           | | |                                                  |
| Departamento San Cristóbal 2 Electores y 1 Diputado          |                                                      |                                               |                                               | | |                                                  |
| Partido                                                      | Partido                                              | Votos a electores                             | %                                             | Candidatos | Candidatos                                                                                              | Candidatos                                       |
| Partido                                                      | Partido                                              | Votos a electores                             | %                                             | Electores | Diputados                                                                                               | Senadores                                        |
|                                                              | Unión Cívica Radical Intransigente                   | 9.965                                         | 37,67                                         | - Pablo Rodolfo Taccón - Américo Ternavado | - José Ananía                                                                                           | No elige                                         |
|                                                              | Unión Cívica Radical del Pueblo                      | 7.169                                         | 27,10                                         | Sin datos | - Domingo Alejandro Coppo                                                                               | No elige                                         |
|                                                              | Partido Laborista                                    | 5.303                                         | 20,05                                         | Sin datos | - Alberto Federico Huber                                                                                | No elige                                         |
|                                                              | Partido Demócrata Progresista                        | 2.015                                         | 7,62                                          | Sin datos | - Néstor Mario Medina                                                                                   | No elige                                         |
|                                                              | Partido Tres Banderas                                | 575                                           | 2,17                                          | Sin datos | - Adolfo Benjamín Muñoz                                                                                 | No elige                                         |
|                                                              | Partido Demócrata Cristiano                          | 552                                           | 2,09                                          | Sin datos | - Raúl María Livi                                                                                       | No elige                                         |
|                                                              | Partido del Trabajo y el Progreso                    | 354                                           | 1,34                                          | Sin datos | - Jorge Rubén Contelli                                                                                  | No elige                                         |
|                                                              | Unión Cívica Radical de Santa Fe                     | 237                                           | 0,90                                          | Sin datos | - Hirch B. Warschvsky                                                                                   | No elige                                         |
|                                                              | Partido Socialista Argentino                         | 114                                           | 0,43                                          | Sin datos | - Atilio René Perren                                                                                    | No elige                                         |
|                                                              | Partido Obrero                                       | 106                                           | 0,40                                          | Sin datos | - Rubén Américo Bonifacio                                                                               | No elige                                         |
|                                                              | Unión Cívica y Movimiento Radical Nacional y Popular | 65                                            | 0,25                                          | Sin datos | - Guillermo C. Guevara                                                                                  | No elige                                         |
|                                                              | Partido Socialista (Frente de los Trabajadores)      | —                                             | —                                             | Sin candidatos | - Salvador López                                                                                        | No elige                                         |
| Votos positivos                                              | Votos positivos                                      | 26.455                                        | 98,12                                         | | |                                                  |
| Votos en blanco                                              | Votos en blanco                                      | 507                                           | 1,88                                          | | |                                                  |
| Participación                                                | Participación                                        | 26.962                                        | 80,24                                         | | |                                                  |
| Electores registrados                                        | Electores registrados                                | 33.600                                        | 100                                           | | |                                                  |
| Departamento San Javier 2 Electores                          |                                                      |                                               |                                               | | |                                                  |
| Partido                                                      | Partido                                              | Votos a electores                             | %                                             | Candidatos | Candidatos                                                                                              | Candidatos                                       |
| Partido                                                      | Partido                                              | Votos a electores                             | %                                             | Electores | Diputados                                                                                               | Senadores                                        |
|                                                              | Unión Cívica Radical Intransigente                   | 3.920                                         | 41,27                                         | - Arturo Ramayer - Alberto N. Solá | No elige                                                                                                | No elige                                         |
|                                                              | Unión Cívica Radical del Pueblo                      | 2.900                                         | 30,53                                         | Sin datos | No elige                                                                                                | No elige                                         |
|                                                              | Partido Tres Banderas                                | 1.911                                         | 20,12                                         | Sin datos | No elige                                                                                                | No elige                                         |
|                                                              | Partido Demócrata Progresista                        | 596                                           | 6,28                                          | Sin datos | No elige                                                                                                | No elige                                         |
|                                                              | Partido Demócrata Cristiano                          | 118                                           | 1,24                                          | Sin datos | No elige                                                                                                | No elige                                         |
|                                                              | Partido Socialista Argentino                         | 27                                            | 0,28                                          | Sin datos | No elige                                                                                                | No elige                                         |
|                                                              | Unión Cívica y Movimiento Radical Nacional y Popular | 15                                            | 0,16                                          | Sin datos | No elige                                                                                                | No elige                                         |
|                                                              | Partido Socialista Democrático                       | 10                                            | 0,11                                          | Sin datos | No elige                                                                                                | No elige                                         |
|                                                              | Partido Laborista                                    | 1                                             | 0,01                                          | Sin datos | No elige                                                                                                | No elige                                         |
| Votos positivos                                              | Votos positivos                                      | 9.498                                         | 98,99                                         | | |                                                  |
| Votos en blanco                                              | Votos en blanco                                      | 97                                            | 1,01                                          | | |                                                  |
| Participación                                                | Participación                                        | 9.595                                         | 80,94                                         | | |                                                  |
| Electores registrados                                        | Electores registrados                                | 11.854                                        | 100                                           | | |                                                  |
| Departamento San Jerónimo 2 Electores y 1 Senador            |                                                      |                                               |                                               | | |                                                  |
| Partido                                                      | Partido                                              | Votos a electores                             | %                                             | Candidatos | Candidatos                                                                                              | Candidatos                                       |
| Partido                                                      | Partido                                              | Votos a electores                             | %                                             | Electores | Diputados                                                                                               | Senadores                                        |
|                                                              | Unión Cívica Radical Intransigente                   | 7.890                                         | 25,46                                         | - Luis Santiago Rampone - Mario Luis Castro | No elige                                                                                                | - Vicente Pedro Colombo                          |
|                                                              | Partido Demócrata Progresista                        | 7.262                                         | 23,43                                         | Sin datos | No elige                                                                                                | - Enzo E. Parma                                  |
|                                                              | Unión Cívica Radical del Pueblo                      | 6.071                                         | 19,59                                         | Sin datos | No elige                                                                                                | - Elpidio Zabala                                 |
|                                                              | Partido Laborista                                    | 5.845                                         | 18,86                                         | Sin datos | No elige                                                                                                | - José Pedro Román                               |
|                                                              | Partido Tres Banderas                                | 1.730                                         | 5,58                                          | Sin datos | No elige                                                                                                | - Adolfo Damián Marioni                          |
|                                                              | Partido del Trabajo y el Progreso                    | 687                                           | 2,22                                          | Sin datos | No elige                                                                                                | - Luis Andrés Barberis                           |
|                                                              | Partido Demócrata Cristiano                          | 422                                           | 1,36                                          | Sin datos | No elige                                                                                                | - Hugo E. Romero                                 |
|                                                              | Partido Demócrata                                    | 296                                           | 0,96                                          | Sin datos | No elige                                                                                                | - Antonio F. Ponzio                              |
|                                                              | Unión Cívica y Movimiento Radical Nacional y Popular | 252                                           | 0,81                                          | Sin datos | No elige                                                                                                | - Ricardo R. Montenegro                          |
|                                                              | Unión Cívica Radical de Santa Fe                     | 136                                           | 0,44                                          | Sin datos | No elige                                                                                                | - Genaro Acuña                                   |
|                                                              | Partido Socialista Argentino                         | 127                                           | 0,41                                          | Sin datos | No elige                                                                                                | - Toribio J. Díaz                                |
|                                                              | Partido Acción Progresista                           | 111                                           | 0,36                                          | Sin datos | No elige                                                                                                | - Peregrino G. Luquez                            |
|                                                              | Partido Socialista Democrático                       | 107                                           | 0,35                                          | Sin datos | No elige                                                                                                | - Waldino Maradona                               |
|                                                              | Partido Obrero                                       | 53                                            | 0,17                                          | Sin datos | No elige                                                                                                | - Doris Ruth Lesce                               |
|                                                              | Partido Socialista (Frente de los Trabajadores)      | —                                             | —                                             | Sin candidatos | No elige                                                                                                | - Deferente Bautista Ribotta                     |
| Votos positivos                                              | Votos positivos                                      | 30.989                                        | 98,30                                         | | |                                                  |
| Votos en blanco                                              | Votos en blanco                                      | 536                                           | 1,70                                          | | |                                                  |
| Participación                                                | Participación                                        | 31.525                                        | 87,90                                         | | |                                                  |
| Electores registrados                                        | Electores registrados                                | 35.863                                        | 100                                           | | |                                                  |
| Departamento San Justo 2 Electores                           |                                                      |                                               |                                               | | |                                                  |
| Partido                                                      | Partido                                              | Votos a electores                             | %                                             | Candidatos | Candidatos                                                                                              | Candidatos                                       |
| Partido                                                      | Partido                                              | Votos a electores                             | %                                             | Electores | Diputados                                                                                               | Senadores                                        |
|                                                              | Unión Cívica Radical Intransigente                   | 5.822                                         | 35,61                                         | - Héctor C. Scotta - José A. Cettour | No elige                                                                                                | No elige                                         |
|                                                              | Unión Cívica Radical del Pueblo                      | 4.253                                         | 26,01                                         | Sin datos | No elige                                                                                                | No elige                                         |
|                                                              | Partido Tres Banderas                                | 2.620                                         | 16,02                                         | Sin datos | No elige                                                                                                | No elige                                         |
|                                                              | Partido Demócrata Progresista                        | 2.537                                         | 15,52                                         | Sin datos | No elige                                                                                                | No elige                                         |
|                                                              | Partido Demócrata Cristiano                          | 516                                           | 3,16                                          | Sin datos | No elige                                                                                                | No elige                                         |
|                                                              | Partido del Trabajo y el Progreso                    | 312                                           | 1,91                                          | Sin datos | No elige                                                                                                | No elige                                         |
|                                                              | Unión Cívica Radical de Santa Fe                     | 109                                           | 0,67                                          | Sin datos | No elige                                                                                                | No elige                                         |
|                                                              | Partido Demócrata                                    | 97                                            | 0,59                                          | Sin datos | No elige                                                                                                | No elige                                         |
|                                                              | Partido Socialista Argentino                         | 39                                            | 0,24                                          | Sin datos | No elige                                                                                                | No elige                                         |
|                                                              | Unión Cívica y Movimiento Radical Nacional y Popular | 33                                            | 0,20                                          | Sin datos | No elige                                                                                                | No elige                                         |
|                                                              | Partido Laborista                                    | 12                                            | 0,07                                          | Sin datos | No elige                                                                                                | No elige                                         |
| Votos positivos                                              | Votos positivos                                      | 16.350                                        | 98,67                                         | | |                                                  |
| Votos en blanco                                              | Votos en blanco                                      | 225                                           | 1,36                                          | | |                                                  |
| Participación                                                | Participación                                        | 16.575                                        | 82,54                                         | | |                                                  |
| Electores registrados                                        | Electores registrados                                | 20.082                                        | 100                                           | | |                                                  |
| Departamento San Lorenzo 2 Electores y 1 Diputado            |                                                      |                                               |                                               | | |                                                  |
| Partido                                                      | Partido                                              | Votos a electores                             | %                                             | Candidatos | Candidatos                                                                                              | Candidatos                                       |
| Partido                                                      | Partido                                              | Votos a electores                             | %                                             | Electores | Diputados                                                                                               | Senadores                                        |
|                                                              | Partido Laborista                                    | 14.308                                        | 37,04                                         | - Carlos R. L. Pellegrini - Balbino Aguaya | - Pelayo Manuel Urquizu                                                                                 | No elige                                         |
|                                                              | Unión Cívica Radical Intransigente                   | 8.879                                         | 22,99                                         | Sin datos | - Benjamín S. Cardozo                                                                                   | No elige                                         |
|                                                              | Partido Demócrata Progresista                        | 6.340                                         | 16,41                                         | Sin datos | - Francisco Dante Morán                                                                                 | No elige                                         |
|                                                              | Unión Cívica Radical del Pueblo                      | 4.338                                         | 11,23                                         | Sin datos | - Armin Camino Hofer                                                                                    | No elige                                         |
|                                                              | Partido del Trabajo y el Progreso                    | 1.584                                         | 4,10                                          | Sin datos | - Juan Gamundi                                                                                          | No elige                                         |
|                                                              | Partido Demócrata Cristiano                          | 1.174                                         | 3,04                                          | Sin datos | - Cayetano del Popolo                                                                                   | No elige                                         |
|                                                              | Partido Tres Banderas                                | 623                                           | 1,61                                          | Sin datos | - Ricardo R. Gancedo                                                                                    | No elige                                         |
|                                                              | Unión Cívica y Movimiento Radical Nacional y Popular | 565                                           | 1,46                                          | Sin datos | - Benigno I. Serenelli                                                                                  | No elige                                         |
|                                                              | Partido Demócrata                                    | 249                                           | 0,64                                          | Sin datos | - Enrique Spati                                                                                         | No elige                                         |
|                                                              | Partido Socialista Argentino                         | 216                                           | 0,56                                          | Sin datos | - Omar Mario Arezi                                                                                      | No elige                                         |
|                                                              | Partido Obrero                                       | 184                                           | 0,48                                          | Sin datos | - Leonardo José Colombo                                                                                 | No elige                                         |
|                                                              | Partido Acción Progresista                           | 156                                           | 0,40                                          | Sin datos | - Gilberto Oscar Segovia                                                                                | No elige                                         |
|                                                              | Unión Cívica Radical de Santa Fe                     | 8                                             | 0,02                                          | Sin datos | - Joaquín I. L. Armendariz                                                                              | No elige                                         |
|                                                              | Partido Socialista (Frente de los Trabajadores)      | —                                             | —                                             | Sin candidatos | - Hermenegildo Insaurralde                                                                              | No elige                                         |
| Votos positivos                                              | Votos positivos                                      | 38.624                                        | 97,61                                         | | |                                                  |
| Votos en blanco                                              | Votos en blanco                                      | 945                                           | 2,39                                          | | |                                                  |
| Participación                                                | Participación                                        | 39.569                                        | 88,60                                         | | |                                                  |
| Electores registrados                                        | Electores registrados                                | 44.658                                        | 100                                           | | |                                                  |
| Departamento San Martín 2 Electores                          |                                                      |                                               |                                               | | |                                                  |
| Partido                                                      | Partido                                              | Votos a electores                             | %                                             | Candidatos | Candidatos                                                                                              | Candidatos                                       |
| Partido                                                      | Partido                                              | Votos a electores                             | %                                             | Electores | Diputados                                                                                               | Senadores                                        |
|                                                              | Unión Cívica Radical Intransigente                   | 8.510                                         | 30,98                                         | - Héctor J. Ascorti - Ángel A. Ruggeri | No elige                                                                                                | No elige                                         |
|                                                              | Partido Demócrata Progresista                        | 7.093                                         | 25,82                                         | Sin datos | No elige                                                                                                | No elige                                         |
|                                                              | Unión Cívica Radical del Pueblo                      | 4.608                                         | 16,78                                         | Sin datos | No elige                                                                                                | No elige                                         |
|                                                              | Partido Laborista                                    | 4.169                                         | 15,18                                         | Sin datos | No elige                                                                                                | No elige                                         |
|                                                              | Partido Tres Banderas                                | 1.665                                         | 6,06                                          | Sin datos | No elige                                                                                                | No elige                                         |
|                                                              | Partido del Trabajo y el Progreso                    | 756                                           | 2,75                                          | Sin datos | No elige                                                                                                | No elige                                         |
|                                                              | Partido Demócrata Cristiano                          | 412                                           | 1,50                                          | Sin datos | No elige                                                                                                | No elige                                         |
|                                                              | Unión Cívica y Movimiento Radical Nacional y Popular | 103                                           | 0,38                                          | Sin datos | No elige                                                                                                | No elige                                         |
|                                                              | Partido Socialista Democrático                       | 83                                            | 0,30                                          | Sin datos | No elige                                                                                                | No elige                                         |
|                                                              | Partido Socialista Argentino                         | 67                                            | 0,24                                          | Sin datos | No elige                                                                                                | No elige                                         |
| Votos positivos                                              | Votos positivos                                      | 27.466                                        | 97,98                                         | | |                                                  |
| Votos en blanco                                              | Votos en blanco                                      | 567                                           | 2,02                                          | | |                                                  |
| Participación                                                | Participación                                        | 28.033                                        | 89,00                                         | | |                                                  |
| Electores registrados                                        | Electores registrados                                | 31.496                                        | 100                                           | | |                                                  |
| Departamento Vera 2 Electores, 1 Diputado y 1 Senador        |                                                      |                                               |                                               | | |                                                  |
| Partido                                                      | Partido                                              | Votos a electores                             | %                                             | Candidatos | Candidatos                                                                                              | Candidatos                                       |
| Partido                                                      | Partido                                              | Votos a electores                             | %                                             | Electores | Diputados                                                                                               | Senadores                                        |
|                                                              | Partido Demócrata Progresista                        | 5.726                                         | 32,81                                         | - Ricardo Aglieri - Francisco A. R. Moreschi | - Marcelo Jorge Wagner                                                                                  | - Anacarsis L. Acevedo                           |
|                                                              | Unión Cívica Radical Intransigente                   | 3.805                                         | 21,80                                         | Sin datos | - Humberto Mario Sosa y Luis Chemes                                                                     | - Humberto Mario Sosa y Luis Chemes              |
|                                                              | Partido Tres Banderas                                | 2.765                                         | 15,84                                         | Sin datos | - Guillermo Berli y Luis O. Man...ero                                                                   | - Guillermo Berli y Luis O. Man...ero            |
|                                                              | Unión Cívica Radical del Pueblo                      | 2.734                                         | 15,67                                         | Sin datos | - Miguel Bergel y Armando Luis Obregón                                                                  | - Miguel Bergel y Armando Luis Obregón           |
|                                                              | Partido Demócrata Cristiano                          | 1.699                                         | 9,74                                          | Sin datos | - Félix Ignacio Friggeri y Guillermo D. González                                                        | - Félix Ignacio Friggeri y Guillermo D. González |
|                                                              | Partido del Trabajo y el Progreso                    | 218                                           | 1,25                                          | Sin datos | - Pedro Casanova y Domingo Gorosito                                                                     | - Pedro Casanova y Domingo Gorosito              |
|                                                              | Partido Laborista                                    | 167                                           | 0,96                                          | Sin datos | - Alfredo Páez Montero y Redolfo Soulihe                                                                | - Alfredo Páez Montero y Redolfo Soulihe         |
|                                                              | Partido Demócrata                                    | 167                                           | 0,96                                          | Sin datos | - José González Huber y Santiago Kees                                                                   | - José González Huber y Santiago Kees            |
|                                                              | Unión Cívica y Movimiento Radical Nacional y Popular | 48                                            | 0,28                                          | Sin datos | Sin candidatos                                                                                          | Sin candidatos                                   |
|                                                              | Partido Socialista Argentino                         | 46                                            | 0,26                                          | Sin datos | - Enrique Ardetti y Nicolás J. Muga                                                                     | - Enrique Ardetti y Nicolás J. Muga              |
|                                                              | Partido Socialista Democrático                       | 41                                            | 0,23                                          | Sin datos | - Ernesto Toledo y Francisco Horacio Acuña                                                              | - Ernesto Toledo y Francisco Horacio Acuña       |
|                                                              | Partido Obrero                                       | 36                                            | 0,21                                          | Sin datos | - Oscar Adolfo Marini y Juan Luis Badaloni                                                              | - Oscar Adolfo Marini y Juan Luis Badaloni       |
| Votos positivos                                              | Votos positivos                                      | 17.452                                        | 98,67                                         | | |                                                  |
| Votos en blanco                                              | Votos en blanco                                      | 236                                           | 1,33                                          | | |                                                  |
| Participación                                                | Participación                                        | 17.688                                        | 67,56                                         | | |                                                  |
| Electores registrados                                        | Electores registrados                                | 26.183                                        | 100                                           | | |                                                  |